# Mahasoabe (Fianarantsoa II)
Mahasoabe is een plaats en commune in het zuiden van Madagaskar, behorend tot het district Fianarantsoa II, dat gelegen is in de regio Haute Matsiatra. Tijdens een volkstelling in 2001 telde de plaats 33.601 inwoners.
De plaats biedt lager en voortgezet onderwijs voor jongeren en ouderen. 98 % van de bevolking werkt als landbouwer en 1 % verdient zijn brood als visser. De belangrijkste landbouwproduct is rijst en sinaasappels; andere belangrijke producten zijn maniok, zoete aardappelen en aardappelen. Verder is 1% actief in de dienstensector.